# Schloss Hetzendorf
Schloss Hetzendorf é um palácio barroco da Áustria, localizado em Viena, que foi usado pela Família Imperial da Áustria, os Habsburgo.
O edifício teve as suas origens como pavilhão de caça, sendo remodelado, em 1694, pelo arquitecto Johann Lucas von Hildebrandt.
Em 1742 o Schloss Hetzendorf foi adquirido pela Imperatriz Maria Teresa, a qual encarregou, no ano seguinte, o arquitecto Nicolò Pacassi de ampliar o edifício. Vários artistas bem conhecidos, como Lukas von Hildebrandt, Daniel Gran, Lorenzo Mattielli e Carlo Carlone, criaram obras primas arquitectónicas e artísticas em forma de afrescos únicos nos tectos e belos vestíbulos. Um dos elementos mais proeminentes do palácio é o átrio de entrada.
O palácio serviu de residência a vários membros da Família Imperial, entre os quais se destacam o Imperador José II, o Imperador Francisco II e o último Imperador austríaco, Carlos I juntamente com a sua esposa, Zita de Bourbon-Parma. 
A República da Áustria é proprietária do palácio desde 1918. Actualmente, o edifício  alberga uma escola de moda, não se encontrando habitualmente aberto ao público.